# Marí Alkatiri
Marí bim Amude Alkatiri (ur. 26 listopada 1949 w Dili) – pierwszy demokratyczny premier Timoru Wschodniego po uzyskaniu przez to państwo niepodległości 20 maja 2002. 26 czerwca 2006 podał się do dymisji. Przed rozpoczęciem kariery politycznej w kraju przebywał na emigracji w Angoli i Mozambiku, gdzie ukrywał się przed indonezyjskimi władzami okupującymi wschodnią część Timoru.